# Impasse Richard
L'impasse Richard est une voie située dans le 15e arrondissement de Paris, en France.

## Situation et accès
La voie est située entre le no 40 et le no 42 de la rue de Vouillé. Elle est desservie par la ligne 13, à la station Plaisance.

## Origine du nom
L'odonyme vient du patronyme d’un ancien propriétaire.